# IV. Márton pápa
IV. Márton (Montpensier, Touraine, 1210/1220 körül – Róma, 1285. március 28.) néven lépett fel Szent Péter ősi trónjára a katolikus egyház történetének 189. pápája. Alig több mint négy évig foglalhatta el az egyház legfőbb méltóságának hivatalát, mégis pontifikátusa igen jelentős változásokat hozott az itáliai félsziget politikai viszonyaiban. Márton eredetileg a francia trón egyik legközvetlenebb barátjaként foglalhatta el trónját, és ennek alapján lépett fel Európa politikai színpadán. A krónikák emlékét messze nem úgy őrizték meg, mint elődjének, III. Miklósnak, aki a higgadt, hidegfejű politizálás nagymestere volt. Márton gyakran gyors és meggondolatlan, de annál erélyesebb döntéseket hozott, amelyek franciabarátságát sok klerikus nem nézte jó szemmel.

## A Márton név előtt
Eredetileg Simon de Brie néven született a franciaországi Touraine tartomány egyik nemesi várában, Montpensier-ban 1210 körül. Kiváló nemesi családban látta meg a napvilágot, amely elsőrangú neveltetéssel párosult. Egyházi karrierjének első állomása Rouen volt, ahol presbiteri rangot kapott. Röviddel ezután Tours-ba utazott, ahol a Szent Márton-templom kanonokja, majd kincstárnoka lett. Simon kiválóan bánt a templom gazdasági ügyeivel és családi kapcsolatai sem voltak elhanyagolhatóak abban a tényben, hogy IX. Lajos király felfigyelt képességeire, és maga mellé vette udvarába. Először Simon az uralkodó tanácsadója volt, majd 1260-ban Lajos kancellárrá nevezte ki, és később a királyi pecsétőr hivatalát is betölthette. Befolyása nemcsak a világi hierarchiában öltött testet, hiszen IV. Orbán pápa 1262-ben a Santa Cecilia címzetes bíborosává szentelte fel. Ekkor Simon rövid időre Rómába utazott, majd pápai legátusként kétszer is visszatért szülőföldjére. Először 1266-ban IV. Kelemen követeként érkezett Anjou Károlyhoz, hogy tárgyaljon vele a szicíliai trón elfoglalásáról. X. Gergely pontifikátusa alatt pedig a francia klérus egyházi fegyelmének megszilárdítása miatt érkezett francia földre. Több zsinatot is összehívott, amelyek közül az 1276-ban megtartott bourges-i zsinat volt a legkiemelkedőbb.

Amikor 1277-ben III. Miklós foglalta el a pápai trónt, Simon kissé háttérbe szorult, ugyanis ekkoriban már közismert volt a bíborosi kollégiumban, hogy a francia származású bíboros IX. Lajos és általában az Anjou-ház elkötelezett támogatója volt. Miklós politikája azonban éppen ellentétes erőkre épült. A pápa igyekezett kiszorítani a Szicília trónján ülő Anjou Károlyt Itáliából és a korábbi Pápai Állam területéről. Miklós sikerei azonban csak ideiglenesnek mondhatók, hiszen alig három év múltán az idős egyházfő meghalt, így eredményei nem lehettek tartósak. A pápa halála után az egyre inkább két pártra szakadó konklávé Viterbóban ült össze. A tanácskozások alatt majdnem minden szabályt felrúgtak, amelyet korábban a pápaválasztással kapcsolatban felállítottak. Anjou Károly seregeivel elfogatta a kollégium két legbefolyásosabb bíborosát, akik minden bizonnyal Károly és a franciabarát klérus ellen foglaltak volna állást. Az így is fél évesre nyúlt konklávé végül 1281. február 22-én egyhangúlag Simon de Brie-t választotta meg pápának. A kezdetben visszakozó Simon bíboros végül francia nyomásra elfogadta hivatalát, és felvette a IV. Márton nevet.

## Pontifikátusa
Márton a korabeli források szerint igazán kiváló választás volt, hiszen rendkívül okosnak és kivételesen jóságosnak tartották. Azonban ez egyáltalán nem érdekelte a rómaiakat, akik lázongtak a gyűlölt francia ellen. A klérus egy része ráadásul hátat fordított a pápának, és interdictum alá helyezték Viterbót, mivel a város segített Károlynak a két bíboros fogvatartásában. A konklávé után Márton úgy döntött, hogy Orvieto városában rendezi be pápai udvarát. Viterboban nem maradhatott, hiszen egyházi tilalom alatt állt, míg Rómába nem mehetett a nép haragja miatt. Így 1281. március 23-án Orvietóban koronázták meg. Röviddel beiktatása után nyilvánvalóvá vált, hogy csodás erényei mellett a pápai trónon hasznavehetetlen volt. Márton mindenben Anjou Károly akaratától függött. A kemény uralkodásáról ismertté vált szicíliai király kieszközölte, hogy a pápa megváltoztassa a Miklós által hozott törvényeket, miszerint idegen nem viselhet római hivatalt. Károly 1281-ben ismét az örök város szenátusának feje lett. Az egyházfő mindenben támogatta a francia származású uralkodót, így azokat a terveket is magáévá tette, amelyeket Károly Bizánc ellen szövögetett az egykori Latin Császárság újjáélesztéséért. Márton 1282-ben egyházi átokkal sújtotta VIII. Mihály bizánci császárt. Ezzel egy csapásra véget vetett a két keresztény egyház közeledésének, amely pedig több elődjének évtizedes munkája volt. A keleti rítusú egyház és a politikai megfontolásból békülékenynek mutatkozó császár sem akart többé Róma primátusáról hallani.
Azonban Márton minden igyekezete hiábavalónak tűnt, amikor a franciák ellen lázadás tört ki 1282-ben Szicíliában. A királyság lakosai az úgynevezett szicíliai vecsernyén véget vetettek Károly uralkodásának, és elűzték őt az ország trónjáról. Helyére III. Pétert, Aragónia királyát hívták meg. Az Anjou-ház trónfosztását a pápa minden erejével megpróbálta visszafordítani. Azonnal kiátkozta Pétert az egyházból, és keresztes háborút hirdetett ellene Európa-szerte. Azonban ezen törekvései kudarcba fulladtak. Márton Merész Fülöpöt, IX. Lajos gyermekét nevezte meg Szicília új uralkodójának, azonban a francia herceg seregei kudarcot vallottak Péter hadai ellen. 1285 elején végül Károly is meghalt, mire Márton minden reményét elveszítette. Pontifikátusának fennmaradó idejét elvonultan töltötte Perugia városában. Itt érte utol a halál 1285. március 28-án.

Ő is szerepel Dante poklában, méghozzá a purgatóriumban találkozik vele a költő. Itt mindössze a néhai egyházfő falánkságáról esik szó, hiszen Márton élt-halt az angolnáért és a borért.

## Művei
- Documenta Catholica Omnia (latin nyelven). (Hozzáférés: 2011. december 6.)